# ゲット・オーヴァー・イット
「ゲット・オーヴァー・イット」 (Get Over It) は、イーグルスによって14年ぶりにリリースされたシングル。バンドが再結成した際に、グレン・フライとドン・ヘンリーによって書かれた最初の曲でもある。「ゲット・オーヴァー・イット」は、1994年のヘル・フリーゼズ・オーヴァー・ツアーでライヴの最初に演奏され、ドン・ヘンリーがリードヴォーカル、スコット・F・クラゴがドラムを担当した。この曲で、バンドは13年ぶりにアメリカトップ40入りを果たし、Billboard Hot 100では、最高31位となった。さらに、メインストリーム・ロック・トラックスでは、4位のヒットとなった。
この曲は、ドン・ヘンリーの挫折や他人（テレビのトークショーのゲストなど）の失敗、精神の不安定、相応しくない経済的な問題などについて歌っており、それでも彼らは世界から恩恵を受けているとしている。ウィリアム・シェイクスピアの『ヘンリー六世 第2部』を参考にしており、「Old Billy was right: let's kill all the lawyers - kill 'em tonight」は、シェイクスピアの「The first thing we do, let's kill all the lawyers」にあたる。

## 担当
- ドン・ヘンリー: リードヴォーカル
- グレン・フライ: リードギター、リズムギター、コーラス
- ドン・フェルダー: リードギター、リズムギター
- ジョー・ウォルシュ : スライドギター
- ティモシー・B・シュミット: ベースギター
- スコット・クラゴ: ドラム